# Дараб (царь)
Дараб — персонаж иранского эпоса, царь. Хотя его имя совпадает с известным для династии Ахеменидов царским именем Дарий, но его образ в поэме Фирдоуси носит вполне легендарный характер. Деяния Дараба с ещё большим числом деталей описаны в средневековом романе «Дараб-наме» (англ.).
Согласно «Бундахишну», Хумай, дочь Вахмана, правила 30 лет, а Дарай, сын Чихразада, или Вахмана — 12 лет.
По «Денкарду», Дарай, сын Дарая, якобы приказал составить два списка Авесты с комментарием. «Книга деяний Ардашира Папакана» (I 6) называет Сасанидов потомками Дария, сына Дария.

## Образ в «Шахнаме»

### Рождение и детство
Дараб — сын царя Бахмана и его дочери-жены Хомай, родившийся после смерти отца. Хомай, взойдя на престол по воле Бахмана, ложно сообщает окружающим, что её сын умер при рождении, но отдаёт ребёнка кормилице. Когда ребёнку исполнилось 9 месяцев, она приказывает изготовить сундук, положить туда ребёнка с драгоценностями и пустить в воды Евфрата.
Ребёнка находит газер (отбельщик и мойщик холста) Бехрам и со своей женой Зохре берёт на воспитание, так как их собственный ребёнок перед этим умер. Юный Дараб не хочет стать ремесленником, как его приёмный отец, но обучается Авесте и воинскому искусству.

### Подвиги
Жена газера рассказывает ему известные ей сведения о его происхождении, и Дараб поступает на воинскую службу. Он отличается на смотре, где его видит царица Хомай. Затем, во время похода против румийцев, полководец Рошневад слышит из арки, под которой заснул юноша Дараб, таинственный голос. Рошневад будит Дараба, а арка сразу после этого рушится. Рошневад догадывается, что в юноше есть что-то необычное, а Дараб рассказывает Рошневаду о своем происхождении.
Во время битвы с румийцами Дараб совершает подвиги, убивает многих врагов, включая «сорок епископов». Иранцы одерживают победу. Рошневад предлагает ему дары, но Дараб принимает из них лишь копьё. Румийцы просят мира. Рошневад пишет царице о том голосе, который он слышал, и о том, что узнал от газера и его жены.
Хомай радуется, узнав, что Дараб — её сын, и возводит его на престол, рассказав всю историю собранию знати.

### Правление
Дараб обращается к вельможам с тронной речью. Первое его деяние — строительство города Дарабгирд.
В Иран вторгается войско арабского царя Шоэйба. Дараб наносит врагам поражение, Шоэйб убит. Дараб назначает иранского витязя, который должен править арабами и взимать дань.
Затем Дараб идёт войной на Рум, где правит царь Филькус. В трехдневной битве румийцы терпят от иранцев поражение. После переписки между царями установлена ежегодная дань с Рума в 100 тысяч золотых яиц, а дочь Филькуса Нахид выходит замуж за Дараба.
Вскоре Дараб, почувствовав дурной запах, исходящий от жены, решает отослать её к отцу (несмотря на быстрое её излечение). Беременная Нахид уезжает в Рум, где рождает сына Искендера. Другая жена Дараба рождает ему сына Дару, который и наследует отцу, когда после 12 лет правления Дараб умирает.

## У Алишера Навои
Царь Дара (Доро) как противник Искандера и сын Бахмана является одним из главных персонажей тимуридского поэта Алишера Навои Стена Искандара. Сам Искандар оказывается сыном Дары, а его отчим Файлакус вынужден платить дань Даре золотыми яйцами. Во время грандиозного сражения Дара гибнет от мечей заговорщиков. Дочь Дары выходит замуж за Искандера и род Кейидов продолжается.